# Sciapus aestimatus
Sciapus aestimatus är en tvåvingeart som först beskrevs av Walker 1859.  Sciapus aestimatus ingår i släktet Sciapus och familjen styltflugor. Inga underarter finns listade i Catalogue of Life.